# ألان كوتس
ألان كوتس (بالإنجليزية: Alan Coates)‏ هو عالم أورام أسترالي، ولد في 27 يونيو 1943 في كيو ‏ في أستراليا.